# Dasysyrphus darada
Dasysyrphus darada är en tvåvingeart som beskrevs av Ghorpade 1994. Dasysyrphus darada ingår i släktet skogsblomflugor, och familjen blomflugor. Inga underarter finns listade i Catalogue of Life.